# Frédéric Demontfaucon
Frédéric Alain Demontfaucon (ur. 24 grudnia 1973 w Le Creusot) – francuski judoka.
Na igrzyskach olimpijskich w Sydney w 2000 zdobył brązowy medal. W 2001 został mistrzem świata. Ma w swoim dorobku również dwa brązowe medale mistrzostw Europy (2001, 2007). Sześciokrotnie był mistrzem Francji (1998, 1999, styczeń 2001, grudzień 2001, 2003, 2007). Startował w Pucharze Świata w latach 1995–1997, 2000, 2001 i 2003–2008.